# Manuel Gil
Manuel Gil fue un político peruano. 

## Trayectoria política
Fue elegido diputado suplente por la provincia de Paruro en 1895, luego de la Guerra civil de 1894 durante los gobiernos de Manuel Candamo, Nicolás de Piérola y Eduardo López de Romaña en el inicio de la República Aristocrática.